# ポンゴラ (小惑星)
ポンゴラ (1305 Pongola) は、小惑星帯の小惑星である。ハリー・エドウィン・ウッドが南アフリカ・ヨハネスブルクのユニオン天文台で発見した。
南アフリカの北部を流れるポンゴラ川に因んで名付けられた。